# Philipp Friedrich Schulin
Philipp Friedrich Schulin (* 27. August 1800 in Frankfurt am Main; † 10. Juni 1874 in Marburg) war ein deutscher Jurist und Politiker.

## Leben
Philipp Friedrich Schulin war der Sohn des Advokaten Johann Friedrich Gabriel Schulin (1763–1835), der Goethe bei seiner Entlassung aus dem Bürgerrecht 1817 vertrat. Er studierte Rechtswissenschaften und arbeitete nach dem Examen ab 1821 als Rechtsanwalt in Frankfurt am Main. Von 1822 bis 1824 war er Mitarbeiter der Frankfurter Stadtbibliothek und ab Juli 1824 im Stadtarchiv. Dort war er 1825 bis zu seiner Wahl in den Senat der Freien Stadt Frankfurt 1833 Archivar-Vikar.
Im Senat war Schulin zunächst beim Stadtgericht und dann im Rechneiamt tätig. 1839 wurde er Vorsitzender des städtischen Landverwaltungsamtes. 1845 rückte er als Schöff auf. 1861 trat er in den Ruhestand.
Die beiden Söhne Dr. jur. Friedrich Schulin (1843–1898) und Dr. med. Carl Friedrich Ludwig Schulin (* 1850) wurden Professoren in Basel.

## Schriften
Schulin ist Autor historischer und rechtlicher Schriften. 1824 und 1826 veröffentlichte er Schriften über das Frankfurter Wechselrecht, 1827 über das englische und niederländische Handels- und Wechselrecht. Sein Hauptwerk „Die Frankfurter Landgemeinden“ wurde postum veröffentlicht.